# Cristiano III di Danimarca
Cristiano III di Danimarca (Gottorp, 12 agosto 1503 – Koldinghus, 1º gennaio 1559) fu re di Danimarca e di Norvegia.

## Biografia
Cristiano era il figlio maggiore di Federico I di Danimarca, e della sua prima moglie, Anna del Brandeburgo. Nacque al castello di Gottorf, residenza principale di suo padre. Nel 1514, quando aveva appena dieci anni, la madre morì. Quattro anni dopo, suo padre si risposò con Sofia di Pomerania. Nel 1523 Federico I fu eletto re di Danimarca al posto di suo cugino, Cristiano II di Danimarca. Il suo primo incarico fu la riconquista di Copenaghen, ancora fedele al fuggitivo Cristiano II. Come Statolder dei Ducati di Holstein e Schleswig nel 1526, e come viceré di Norvegia nel 1529, Cristiano dimostrò notevoli abilità diplomatiche.
Il primo insegnante di Cristiano, Wolfgang von Utenhof e il suo tutore luterano, il generale Johann Rantzau, furono entrambi zelanti riformatori che ebbero un'influenza sul giovane principe. Su loro sollecitazione, mentre era in viaggio per la Germania nel 1521, si presentò alla Dieta di Worms per sentire parlare Martin Lutero. Il principe non nascose le sue idee luterane. La sua schiettezza lo portò in conflitto, non solo con il Consiglio di Stato dominato dai cattolici romani (Rigsråd), ma anche con il padre. Alla sua stessa corte a Schleswig, fece del suo meglio per introdurre la Riforma protestante, nonostante l'opposizione dei vescovi. Nel 1528 fece della Chiesa luterana la Chiesa di Stato dello Schleswig-Holstein.

## Regno
Dopo la morte di suo padre, nel 1533, Cristiano fu proclamato re in un'assemblea a Rye, una città nello Jutland orientale, nel 1534. Il Rigsråd, dominato da vescovi e nobili cattolici romani, rifiutò di accettare Cristiano come re e si rivolse al conte Cristoforo di Oldenburg per riportare Cristiano II sul trono danese. Cristiano II aveva sostenuto sia i cattolici romani che i riformatori protestanti in varie occasioni. In opposizione al re Cristiano III, il conte Cristoforo fu proclamato reggente all'Assemblea di Ringsted e all'Assemblea di Scania. Ciò provocò una guerra civile di due anni, nota come Guerra del conte (Grevens Fejde) tra le forze protestanti e quelle cattoliche.

### Guerra del conte
Il conte Cristoforo aveva il sostegno della maggior parte della Zelanda, della Scania, della Lega Anseatica e dei piccoli agricoltori dello Jutland Settentrionale e di Fionia. Cristiano III trovò il suo appoggio tra i nobili dello Jutland. Nel 1534, i ribelli sotto Skipper Clement iniziarono una rivolta nello Jutland settentrionale, saccheggiando i possedimenti dei nobili luterani. Un esercito di nobili e dei loro vassalli si radunò a Svendstrup e subì una terribile sconfitta per mano dei ribelli. Rendendosi conto che la sua presa sul trono era in pericolo imminente, Cristiano III ha negoziato un accordo con gli Stati dell'Hansa che gli ha permesso di inviare il suo fidato consigliere Johan Rantzau a nord con un esercito di mercenari tedeschi protestanti. Clement e il suo esercito fuggirono a nord, rifugiandosi all'interno delle mura di Aalborg. A dicembre, le forze di Rantzau hanno fatto breccia nelle mura e hanno preso d'assalto la città. Clement riuscì a scappare, ma fu arrestato pochi giorni dopo. Fu processato e decapitato nel 1535.
Con lo Jutland più o meno sicuro, Cristiano si concentrò poi sull'acquisizione del controllo della Scania. Fece appello al re Gustavo I per chiedere aiuto per sottomettere i ribelli. Gustavo inviò due eserciti a devastare Scania centrale e Halland. I ribelli subirono una sanguinosa sconfitta a Loshult. Gli svedesi si mossero contro il castello di Helsingborg, che si arrese nel gennaio 1535 e fu raso al suolo.
Rantzau trasferì il suo esercito a Fionia e sconfisse l'esercito del conte Cristoforo a Øksnebjerg nel giugno 1535. Le forze del conte Cristoforo resistettero a Malmö e a Copenaghen fino al luglio 1536 quando si arresero dopo diversi mesi di assedio da parte delle forze di Cristiano III. Con la loro capitolazione, Cristiano III fu saldamente posto sul trono di Danimarca e le forze cattoliche romane in Danimarca furono sottomesse.

### Dopoguerra
Una fiducia reciproca tra un re che aveva conquistato il suo regno e un popolo che si era schierato in armi contro di lui non era immediatamente raggiungibile. Le circostanze in cui Cristiano III salì al trono espose la Danimarca al pericolo della dominazione straniera. Fu con l'aiuto della nobiltà dei ducati germanici che Cristiano aveva conquistato la Danimarca. Holstein e nobili tedeschi avevano guidato i suoi eserciti e diretto la sua diplomazia. I primi sei anni del regno di Cristiano III furono segnati da una contesa tra il danese Rigsråd e i consiglieri tedeschi, entrambi i quali cercarono di governare attraverso il re. Anche se il partito danese ha ottenuto una vittoria all'inizio, ottenendo l'inserimento nella carta delle disposizioni che stabilivano che solo i danesi nativi avrebbero dovuto ricoprire le più alte dignità dello stato, i consiglieri tedeschi del re rimasero fondamentali durante il suo primo regno.
Il trionfo di Cristiano III avrebbe infine posto fine al cristianesimo cattolico romano in Danimarca, ma i cattolici romani controllavano ancora il Consiglio di Stato. Cristiano III ordinò l'arresto di tre dei vescovi del Consiglio di Stato da parte dei suoi mercenari tedeschi (12 agosto 1536). Il debito di Cristiano per il feudo del conte era enorme e la confisca delle terre della Chiesa (coltivate da contadini che erano stati esentati dai doveri di vassallaggio verso i nobili) gli permise di saldare il debito verso i suoi creditori.
Le politiche protestanti di Cristiano III hanno portato la Danimarca verso l'istituzione del luteranesimo come Chiesa nazionale danese (Folkekirke). Ciò avvenne ufficialmente il 30 ottobre 1536 quando il ricostituito Consiglio di Stato adottò le Ordinanze luterane progettate dal teologo tedesco Johannes Bugenhagen, che delineavano l'organizzazione della chiesa, la liturgia e la pratica religiosa accettata. Monasteri, conventi e priorati furono chiusi e le proprietà prese dalla corona. Vasti appezzamenti di terra furono distribuiti ai sostenitori del re, la terra reale fu rapidamente ampliata da un sesto della terra nazionale prima della riforma religiosa al 60% dopo la riforma religiosa.
In Norvegia la Riforma fu prima di tutto una questione di saccheggio. Con l’uscita dall'Unione di Kalmar della Svezia nel 1523, la Norvegia rimase unita alla Danimarca, il cui Consiglio di Stato nel 1536 la dichiarò unilateralmente una provincia danese, senza consultare i colleghi norvegesi. Di fatto, la Norvegia mantenne una condizione di semi-indipendenza, con alcune istituzioni separate, ma tutti i suoi possedimenti d'oltremare passarono sotto controllo danese. Nell’azione di conquistata dal re danese Cristiano III, tutto il materiale, in special modo l’oro e l’argento dei tesori delle cattedrali, ma anche il bronzo delle campane e il piombo delle bare, che vennero ridotti in lingotti, fu trasportato in Danimarca. Quello che non poté essere portato a Copenaghen venne venduto sul posto a beneficio delle casse reali. Il re, infine, per interessare i nobili danesi alla «Riforma» norvegese, accordò loro parte del bottino. Il popolo norvegese manifestò a lungo il suo rifiuto all’imposizione della fede riformata ed i rapporti ufficiali registrarono soprattutto moti di malcontento in corrispondenza dei i cambiamenti liturgici che costituivano la strategia “a tappe” per imporre la Riforma.
I pericoli che minacciavano Cristiano III da Carlo V, imperatore del Sacro Romano Impero e altri parenti del prigioniero Cristiano II lo convinsero della necessità di attenuare il malcontento nel paese affidandosi a magnati e nobili danesi. Presso l'Alta Corte (Herredag) di Copenaghen nel 1542, la nobiltà danese votò a Cristiano III la ventesima parte di tutte le loro proprietà per saldare il suo pesante debito con i mercenari tedeschi. Il perno della politica estera di Cristiano III fu la sua alleanza con i principi protestanti tedeschi. Ciò fornì un contrappeso alla persistente ostilità di Carlo V, che era determinato a sostenere le pretese ereditarie delle sue nipoti, le figlie di Cristiano II, ai regni scandinavi. La guerra fu dichiarata contro Carlo V nel 1542 e, sebbene i principi protestanti tedeschi si dimostrassero alleati infedeli, la chiusura del Sound contro la navigazione olandese si dimostrò un'arma così efficace nelle mani di Cristiano III che i Paesi Bassi costrinsero Carlo V a fare pace con la Danimarca alla dieta di Spira, il 23 maggio 1544.

### Partizione di Holstein e Schleswig
Fino a questa pace, Cristiano III governò anche l'intero Ducato di Holstein e di Schleswig in nome dei suoi fratellastri ancora minorenni, Giovanni il Vecchio e Adolfo. Il loro fratello minore Federico intraprese una carriera come amministratore diocesano di uno stato ecclesiastico all'interno del Sacro Romano Impero.
Nel 1544 i tre fratelli maggiori divisero Holstein (feudo del Sacro Romano Impero) e Schleswig (feudo danese). A seguito di trattative tra i fratelli, le rendite dei ducati furono divise in tre parti uguali assegnando a ciascuno dei tre fratelli le rendite di zone particolari e di latifondi, mentre altre rendite generali, come tasse cittadine e dazi doganali, venivano riscosse insieme ma poi condivise tra i fratelli.

## Matrimonio
Sposò, il 29 ottobre 1525 al castello di Lauenburg, Dorotea di Sassonia-Lauenburg (9 luglio 1511-7 ottobre 1571), figlia di Magnus I di Sassonia-Lauenburg. La coppia ebbe cinque figli:
- Anna (1532–1585), sposò Augusto I di Sassonia[19];
- Federico II (1534–1588)[20];
- Magnus, re di Livonia (1540–1583)[21];
- Giovanni (1545–1622)[22];
- Dorotea (1546–1617), sposò Guglielmo il Giovane di Brunswick-Lüneburg[23].

## Morte
La politica estera degli ultimi giorni di Cristiano III fu regolata dalla pace in seguito al Trattato di Spira (1544). Evitò accuratamente tutte le complicazioni straniere; rifiutò di partecipare alla guerra di Smalcalda del 1546; fu mediatore tra l'imperatore e la Sassonia dopo la caduta di Maurizio di Sassonia nella battaglia di Sievershausen nel 1553. Nel 1549 iniziò la costruzione della cittadella di Landskrona. Ricostruì anche il castello di Sønderborg, convertendolo da fortezza a castello a quattro ali nel nuovo stile rinascimentale.
Cristiano III morì il 1 gennaio 1559 a Koldinghus e fu sepolto nella cattedrale di Roskilde in un monumento funerario progettato dallo scultore fiammingo Cornelis Floris de Vriendt.

## Ascendenza
|                            |                            |                                | Genitori                                  |  |  | Nonni |  |  | Bisnonni              |  |  | Trisnonni                |  |
|                            |                            |                                |                                           |  |  |       |  |  | Dietrich di Oldenburg |  |  | Cristiano V di Oldenburg |  |
|                            |                            |                                |                                           |  |  |       |  |  | Dietrich di Oldenburg |  |  | Cristiano V di Oldenburg |  |
|                            |                            | Agnese di Hohnstein-Heringen   |                                           |  |  |       |  |  | Dietrich di Oldenburg |  |  |                          |  |
| Cristiano I di Danimarca   |                            |                                |                                           |  |  |       |  |  | Dietrich di Oldenburg |  |  |                          |  |
|                            |                            | Edvige di Schauenburg          | Gerardo VI di Schleswig-Holstein          |  |  |       |  |  |                       |  |  |                          |  |
|                            |                            | Edvige di Schauenburg          | Gerardo VI di Schleswig-Holstein          |  |  |       |  |  |                       |  |  |                          |  |
|                            |                            | Edvige di Schauenburg          | Caterina Elisabetta di Brunswick-Lüneburg |  |  |       |  |  |                       |  |  |                          |  |
| Federico I di Danimarca    |                            | Edvige di Schauenburg          |                                           |  |  |       |  |  |                       |  |  |                          |  |
|                            |                            | Giovanni l'Alchimista          | Federico I di Brandeburgo                 |  |  |       |  |  |                       |  |  |                          |  |
|                            |                            | Giovanni l'Alchimista          | Federico I di Brandeburgo                 |  |  |       |  |  |                       |  |  |                          |  |
|                            |                            | Giovanni l'Alchimista          | Elisabetta di Baviera-Landshut            |  |  |       |  |  |                       |  |  |                          |  |
| Dorotea di Brandeburgo     |                            | Giovanni l'Alchimista          |                                           |  |  |       |  |  |                       |  |  |                          |  |
|                            |                            | Barbara di Sassonia-Wittenberg | Rodolfo III di Sassonia-Wittenberg        |  |  |       |  |  |                       |  |  |                          |  |
|                            |                            | Barbara di Sassonia-Wittenberg | Rodolfo III di Sassonia-Wittenberg        |  |  |       |  |  |                       |  |  |                          |  |
|                            |                            | Barbara di Sassonia-Wittenberg | Barbara di Legnica                        |  |  |       |  |  |                       |  |  |                          |  |
| Cristiano III di Danimarca |                            | Barbara di Sassonia-Wittenberg |                                           |  |  |       |  |  |                       |  |  |                          |  |
|                            | Alberto III di Brandeburgo | Federico I di Brandeburgo      |                                           |  |  |       |  |  |                       |  |  |                          |  |
|                            | Alberto III di Brandeburgo | Federico I di Brandeburgo      |                                           |  |  |       |  |  |                       |  |  |                          |  |
|                            | Alberto III di Brandeburgo | Elisabetta di Baviera-Landshut |                                           |  |  |       |  |  |                       |  |  |                          |  |
| Giovanni I di Brandeburgo  | Alberto III di Brandeburgo |                                |                                           |  |  |       |  |  |                       |  |  |                          |  |
|                            |                            | Margherita di Baden            | Giacomo I di Baden                        |  |  |       |  |  |                       |  |  |                          |  |
|                            |                            | Margherita di Baden            | Giacomo I di Baden                        |  |  |       |  |  |                       |  |  |                          |  |
|                            |                            | Margherita di Baden            | Caterina di Lorena                        |  |  |       |  |  |                       |  |  |                          |  |
| Anna del Brandeburgo       |                            | Margherita di Baden            |                                           |  |  |       |  |  |                       |  |  |                          |  |
|                            |                            | Guglielmo III di Sassonia      | Federico I di Sassonia                    |  |  |       |  |  |                       |  |  |                          |  |
|                            |                            | Guglielmo III di Sassonia      | Federico I di Sassonia                    |  |  |       |  |  |                       |  |  |                          |  |
|                            |                            | Guglielmo III di Sassonia      | Caterina di Braunschweig-Lüneburg         |  |  |       |  |  |                       |  |  |                          |  |
| Margherita di Sassonia     |                            | Guglielmo III di Sassonia      |                                           |  |  |       |  |  |                       |  |  |                          |  |
|                            |                            | Anna d'Asburgo                 | Alberto II d'Asburgo                      |  |  |       |  |  |                       |  |  |                          |  |
|                            |                            | Anna d'Asburgo                 | Alberto II d'Asburgo                      |  |  |       |  |  |                       |  |  |                          |  |
|                            |                            | Anna d'Asburgo                 | Elisabetta di Lussemburgo                 |  |  |       |  |  |                       |  |  |                          |  |
|                            |                            | Anna d'Asburgo                 |                                           |  |  |       |  |  |                       |  |  |                          |  |